# Gindou
Gindou – miejscowość i gmina we Francji, w regionie Oksytania, w departamencie Lot.
Według danych na rok 1990 gminę zamieszkiwało 269 osób, a gęstość zaludnienia wynosiła 17 osób/km² (wśród 3020 gmin regionu Midi-Pireneje Gindou plasuje się na 795. miejscu pod względem liczby ludności, natomiast pod względem powierzchni na miejscu 728.).